# Чушкин, Василий Николаевич
Василий Николаевич Чушкин (род. 27 ноября 1934, Долгополово, Кемеровская область, РСФСР, СССР — 18 апреля 2004, Ленинск-Кузнецкий, Россия) — советский бригадир очистной комплексно-механизированной бригады шахты имени 60-летия СССР производственного объединения «Южкузбассуголь» Министерства угольной промышленности СССР города Осинники Кемеровской области. Заслуженный шахтёр РСФСР. Полный кавалер ордена Трудовой Славы.

## Биография
Родился 27 ноября 1934 года в селе Долгополово Кемеровской области Советского Союза.
Окончил неполную среднюю школу. В 1958 году Чушкин начал свою трудовую деятельность в качестве электрослесаря Кемеровского шахтоуправления Кемеровского облтопуправления в городе Кемерово. С 1958 года по 1961 год работал  горнорабочим, машинистом горных выемочных машин шахты «Журлинка». С 1961 года по 1969 год – машинист горных выемочных машин шахты имени Ярославского треста «Ленинскуголь» комбината «Кузбассуголь» в городе  Ленинск-Кузнецкий Кемеровской области.
С 1969 года по 1970 год – машинист горных выемочных машин. С 1970 года – бригадир очистной комплексно-механизированной бригады шахты «Алардинская» (с 1982 года стала называться имени 60-летия СССР) производственного объединения «Южкузбассуголь» в городе Осинники Кемеровской области. В 1980 году бригада под руководством Чушкина впервые на руднике довела годовую добычу из одной лавы до 573 тысяч тонн угля.
В 1972 году Чушкин вступил в КПСС. С 1997 года по 1998 год являлся депутатом Осинниковского городского совета народных депутатов 1-го созыва.
Ушёл из жизни 18 апреля 2004 года в городе Ленинск-Кузнецкий Кемеровской области России, в котором жил последние свои годы.

## Звания и награды
- Заслуженный шахтёр РСФСР[1].
- Орден Трудовой Славы 1-й степени (29 апреля 1986)[1].
- Орден Трудовой Славы 2-й степени (2 марта 1981)[1].
- Орден Трудовой Славы 3-й степени (21 апреля 1975)[1].
- Юбилейная медаль «60 лет Кемеровской области» (26 февраля 2003)[1].
- Почётный гражданин города Осинники[1].